# ألونزو كانو (محطة مترو أنفاق مدريد)

ألونزو كانو (بالإسبانية: Alonso Cano)‏ هي محطة مترو أنفاق في مدريد في إسبانيا، تقع على الخط رقم 7.